# Olympische Sommerspiele 2000/Teilnehmer (Japan)
| Gelbes Symbol für Goldmedaillen mit stilisierten Olympischen Ringen | Graues Symbol für Silbermedaillen mit stilisierten Olympischen Ringen | Braundes Symbol für Bronzemedaillen mit stilisierten Olympischen Ringen |
| ------------------------------------------------------------------- | --------------------------------------------------------------------- | ----------------------------------------------------------------------- |
| 5                                                                   | 8                                                                     | 5                                                                       |

Japan nahm an den Olympischen Sommerspielen 2000 in Sydney mit einer Delegation von 266 Athleten (156 Männer und 110 Frauen) an 156 Wettkämpfen in 28 Sportarten teil. Fahnenträger bei der Eröffnungsfeier war der Judoka Kōsei Inoue.

## Teilnehmer nach Sportarten

### Badminton
| Männer - Keita Masuda Einzel: 2. Runde - Hidetaka Yamada Einzel: 2. Runde | Frauen - Takako Ida Einzel: 2. Runde - Yasuko Mizui Einzel: Viertelfinale - Kanako Yonekura Einzel: Achtelfinale - Satomi Igawa & Hiroko Nagamine Doppel: 1. Runde - Yoshiko Iwata & Haruko Matsuda Doppel: 2. Runde |

### Baseball
Männer
- 4. Platz
- Kader
Shinnosuke Abe
Norihiro Akahoshi
Yoshikazu Doi
Jun Heima
Jun Hirose
Tomohiro Iizuka
Masanori Ishikawa
Yoshihiko Kajiyama
Masato Kawano
Tomohiro Kuroki
Nobuhiko Matsunaka
Daisuke Matsuzaka
Norihiro Nakamura
Kosuke Noda
Osamu Nogami
Yoshinori Okihara
Toshiya Sugiuchi
Masanori Sugiura
Fumihiro Suzuki
So Taguchi
Yukio Tanaka
Shunsuke Watanabe
Akichika Yamada
Yuji Yoshimi

### Bogenschießen
| Männer - Yuji Hamano Einzel: 42. Platz Mannschaft: 14. Platz - Masafumi Makiyama Einzel: 15. Platz Mannschaft: 14. Platz - Takayoshi Matsushita Einzel: 33. Platz Mannschaft: 14. Platz | Frauen - Mayumi Asano Einzel: 40. Platz - Sayoko Kawauchi Einzel: 5. Platz |

### Boxen
Männer
- Kazumasa Tsujimoto
Bantamgewicht: 2. Runde
- Hidehiko Tsukamoto
Federgewicht: 1. Runde

### Fechten
| Männer - Masashi Nagara Säbel, Einzel: 36. Platz - Naoto Okazaki Florett, Einzel: 33. Platz | Frauen - Yuko Arai Florett, Einzel: 26. Platz - Miwako Shimada Florett, Einzel: 33. Platz |

### Fußball
Männer
- Viertelfinale
- Kader
  - Tor

1 Seigō Narazaki
18 Ryōta Tsuzuki
22 Hitoshi Sogahata (Reserve)
  - Abwehr

2 Yūji Nakazawa
3 Naoki Matsuda
4 Ryūzō Morioka
5 Tsuneyasu Miyamoto
16 Kōji Nakata
20 Satoshi Yamaguchi (Reserve)
  - Mittelfeld

6 Jun’ichi Inamoto
7 Hidetoshi Nakata
8 Tomokazu Myōjin
10 Shunsuke Nakamura
11 Atsuhiro Miura
12 Tomoyuki Sakai
14 Masashi Motoyama
15 Norihiro Nishi
21 Yasuhito Endō (Reserve)
  - Sturm

9 Tomoyuki Hirase
13 Atsushi Yanagisawa
17 Naohiro Takahara
19 Kōta Yoshihara (Reserve)

### Gewichtheben
| Männer - Hiroshi Ikehata Federgewicht: 6. Platz - Yasuji Kikuzuma Bantamgewicht: 15. Platz - Yoshihisa Miyaji Leichtgewicht: 11. Platz - Kōki Tagashira Bantamgewicht: 13. Platz - Hisaya Yoshimoto Superschwergewicht: DNF | Frauen - Mari Nakaga Federgewicht: 7. Platz - Kaori Niyanagi Fliegengewicht: 6. Platz - Yuriko Takahashi Leichtgewicht: DNF |

### Judo
| Männer - Kōsei Inoue Halbschwergewicht: Gold - Kenzo Nakamura Leichtgewicht: 9. Platz - Yukimasa Nakamura Halbleichtgewicht: 7. Platz - Tadahiro Nomura Ultraleichtgewicht: Gold - Shinichi Shinohara Schwergewicht: Silber - Makoto Takimoto Halbmittelgewicht: Gold - Hidehiko Yoshida Mittelgewicht: 9. Platz | Frauen - Noriko Anno Halbschwergewicht: Viertelfinale - Kie Kusakabe Leichtgewicht: Bronze - Keiko Maeda Halbmittelgewicht: Viertelfinale - Noriko Narazaki Halbleichtgewicht: Silber - Ryōko Tamura Ultraleichtgewicht: Gold - Masae Ueno Mittelgewicht: 9. Platz - Mayumi Yamashita Schwergewicht: Bronze |

### Kanu
| Männer - Taro Ando Kajak-Einer, Slalom: 23. Platz | Frauen - Sayuri Maruyama Kajak-Einer, 500 Meter: Vorrunde |

### Leichtathletik
| Männer - Nobuharu Asahara 4 × 100 Meter: 6. Platz - Katsuhiko Hanada 5000 Meter: Vorläufe 10.000 Meter: 15. Platz - Daisuke Ikeshima 20 Kilometer Gehen: 27. Platz - Fumio Imamura 50 Kilometer Gehen: 36. Platz - Takayuki Inubushi Marathon: DNF - Kōji Itō 100 Meter: Halbfinale 200 Meter: Halbfinale 4 × 100 Meter: 6. Platz - Shunji Karube 4 × 400 Meter: Halbfinale - Shingo Kawabata 100 Meter: Viertelfinale 4 × 100 Meter: 6. Platz (nicht im Finale eingesetzt) - Hideaki Kawamura 400 Meter Hürden: Vorläufe - Shinji Kawashima Marathon: 21. Platz - Akihiko Koike 50 Kilometer Gehen: disqualifiziert - Shigeyuki Kojima 100 Meter: Vorläufe 4 × 100 Meter: 6. Platz - Masaki Morinaga Weitsprung: 23. Platz in der Qualifikation - Kōji Murofushi Hammerwurf: 9. Platz - Jun Osakada 400 Meter: Viertelfinale 4 × 400 Meter: Halbfinale - Nobuyuki Satō Marathon: 41. Platz - Shingo Suetsugu 200 Meter: Halbfinale 4 × 100 Meter: 6. Platz - Takanori Sugibayashi Dreisprung: 16. Platz in der Qualifikation - Kenji Tabata 400 Meter: Vorläufe 4 × 400 Meter: Halbfinale - Toshinari Takaoka 5000 Meter: 15. Platz 10.000 Meter: 7. Platz - Dai Tamesue 400 Meter Hürden: Vorläufe - Satoru Tanigawa 110 Meter Hürden: Viertelfinale - Daisuke Watanabe Weitsprung: kein gültiger Versuch in der Qualifikation - Takahiko Yamamura 400 Meter: Vorläufe 4 × 400 Meter: Halbfinale - Kazuhiko Yamazaki 400 Meter Hürden: Vorläufe - Satoshi Yanagisawa 20 Kilometer Gehen: 22. Platz - Manabu Yokoyama Stabhochsprung: 25. Platz in der Qualifikation - Takahisa Yoshida Hochsprung: 27. Platz in der Qualifikation | Frauen - Harumi Hiroyama 10.000 Meter: 20. Platz - Ari Ichihashi Marathon: 15. Platz - Yoshiko Ichikawa 5000 Meter: Vorläufe - Miki Imai Hochsprung: 16. Platz - Yvonne Kanazawa 100 Meter Hürden: Halbfinale - Yuko Kawakami 10.000 Meter: 10. Platz - Yoko Ota Hochsprung: 11. Platz - Michiko Shimizu 5000 Meter: Vorläufe - Chiemi Takahashi 10.000 Meter: 15. Platz - Naoko Takahashi Marathon: Gold - Megumi Tanaka 5000 Meter: Vorläufe - Eri Yamaguchi Marathon: 7. Platz |

### Radsport
| Männer - Yoshiyuki Abe Straßenrennen: DNF - Makoto Iijima Punktefahren: 16. Platz - Narihiro Inamura 1000 Meter Zeitfahren: 9. Platz Mannschaftssprint: 5. Platz - Yūichirō Kamiyama Keirin: disqualifiziert im Hoffnungslauf Mannschaftssprint: 5. Platz - Tomohiro Nagatsuka Sprint: Hoffnungslauf Mannschaftssprint: 5. Platz - Shinichi Ota Sprint: Hoffnungslauf Keirin: Halbfinale - Raita Suzuki Mountainbike: 34. Platz | Frauen - Akemi Morimoto Punktefahren: 16. Platz - Hiroko Nambu Mountainbike: 26. Platz - Miho Oki Straßenrennen: 41. Platz |

### Reiten
- Masaru Fuse
Vielseitigkeitsreiten, Mannschaft: DNF
- Tadayoshi Hayashi
Springen, Einzel: DNF
Springen, Mannschaft: 11. Platz
- Ryuma Hirota
Springen, Einzel: 66. Platz in der Qualifikation
Springen, Mannschaft: 11. Platz
- Shigeyuki Hosono
Vielseitigkeitsreiten, Mannschaft: DNF
- Daisuke Kato
Vielseitigkeitsreiten, Einzel: DNF
Vielseitigkeitsreiten, Mannschaft: DNF
- Takeshi Shirai
Springen, Einzel: DNF
Springen, Mannschaft: 11. Platz
- Taizō Sugitani
Springen, Einzel: 25. Platz
Springen, Mannschaft: 11. Platz
- Takeaki Tsuchiya
Vielseitigkeitsreiten, Mannschaft: DNF

### Rhythmische Sportgymnastik
Frauen
- Rieko Matsunaga
Einzel: 16. Platz in der Qualifikation
- Ayako Inada, Yukari Mizobe, Yukari Murata, Rie Nakashima, Masami Nakata & Madoka Okamori
Mannschaft: 5. Platz

### Ringen
Männer
- Takamitsu Katayama
Mittelgewicht, griechisch-römisch: 17. Platz
- Tatsuo Kawai
Halbschwergewicht, Freistil: 17. Platz
- Kazuyuki Miyata
Leichtgewicht, Freistil: 13. Platz
- Yasutoshi Motoki
Leichtgewicht, griechisch-römisch: 9. Platz
- Katsuhiko Nagata
Weltergewicht, griechisch-römisch: Silber
- Makoto Sasamoto
Federgewicht, griechisch-römisch: 8. Platz
- Chikara Tanabe
Bantamgewicht, Freistil: 10. Platz
- Takahiro Wada
Weltergewicht, Freistil: 12. Platz

### Rudern
| Männer - Hitoshi Hase & Daisaku Takeda Leichtgewichts-Doppelzweier: 6. Platz - Keisuke Murai, Atsushi Obata, Hiroya Sato & Yasunori Tanabe Leichtgewichts-Vierer ohne Steuermann: Hoffnungslauf | Frauen - Akiko Iwamoto & Ayako Yoshida Leichtgewichts-Doppelzweier: 14. Platz |

### Schießen
| Männer - Naoki Kurita Kleinkaliber, Dreistellungskampf: 40. Platz Kleinkaliber, liegend: 35. Platz - Masaru Nakashige Luftpistole: 25. Platz Freie Pistole: 14. Platz - Noriyuki Nishitani Luftpistole: 36. Platz Freie Pistole: 23. Platz - Masaru Yanagida Luftgewehr: 34. Platz | Frauen - Michiko Hasegawa Luftpistole: 5. Platz Sportpistole: 5. Platz - Yoko Inada Luftpistole: 8. Platz Sportpistole: 7. Platz - Hiromi Misaki Luftgewehr: 15. Platz Kleinkaliber, Dreistellungskampf: 37. Platz - Yukie Nakayama Doppeltrap: 13. Platz - Taeko Takeba Trap: 16. Platz |

### Schwimmen
| Männer - Yota Arase 1500 Meter Freistil: 16. Platz - Akira Hayashi 100 Meter Brust: 21. Platz 200 Meter Brust: 14. Platz - Masato Hirano 400 Meter Freistil: 11. Platz 1500 Meter Freistil: 13. Platz - Kōsuke Kitajima 100 Meter Brust: 4. Platz 200 Meter Brust: 17. Platz - Jiro Miki 200 Meter Lagen: 16. Platz - Susumu Tabuchi 200 Meter Lagen: 30. Platz 400 Meter Lagen: 13. Platz - Hisayoshi Tanaka 200 Meter Schmetterling: 12. Platz - Shinya Taniguchi 400 Meter Lagen: 8. Platz - Takashi Yamamoto 100 Meter Schmetterling: 5. Platz 200 Meter Schmetterling: 9. Platz | Frauen - Tomoko Hagiwara 200 Meter Rücken: 4. Platz 200 Meter Lagen: 8. Platz - Noriko Inada 100 Meter Rücken: 5. Platz - Junko Isoda 200 Meter Brust: 16. Platz - Sumika Minamoto 50 Meter Freistil: 8. Platz 100 Meter Freistil: 7. Platz 4 × 100 Meter Lagen: Bronze - Maki Mita 100 Meter Schmetterling: 21. Platz 200 Meter Schmetterling: 8. Platz - Mai Nakamura 100 Meter Rücken: Silber 4 × 100 Meter Lagen: Bronze - Yūko Nakanishi 200 Meter Schmetterling: 7. Platz - Miki Nakao 200 Meter Rücken: Bronze - Junko Onishi 100 Meter Schmetterling: 6. Platz 4 × 100 Meter Lagen: Bronze - Yasuko Tajima 400 Meter Freistil: 23. Platz 200 Meter Lagen: 26. Platz 400 Meter Lagen: Silber - Masami Tanaka 100 Meter Brust: 6. Platz 200 Meter Brust: 7. Platz 4 × 100 Meter Lagen: Bronze - Sachiko Yamada 400 Meter Freistil: 12. Platz 800 Meter Freistil: 8. Platz |

### Segeln
| Männer - Motokazu Kenjo Windsurfen: 20. Platz - Eiichiro Hamazaki & Yuji Miyai 470er: 18. Platz | Offene Klasse - Kunio Suzuki Laser: 27. Platz - Kenji Nakamura & Tomoyuki Sasaki 49er: 16. Platz | Frauen - Masako Imai Windsurfen: 10. Platz - Maiko Sato Europe: 23. Platz - Alicia Kinoshita & Yumiko Shige 470er: 8. Platz |

### Softball
Frauen
- Silber
- Kader
Haruka Saito
Misako Ando
Reika Utsugi
Noriko Yamaji
Miyo Yamada
Shiori Koseki
Kazue Itō
Emi Naito
Hiroko Tamoto
Mariko Masubuchi
Yoshimi Kobayashi
Naomi Matsumoto
Yumiko Fujii
Taeko Ishakawa
Juri Takayama

### Synchronschwimmen
Frauen
- Miya Tachibana & Miho Takeda
Duett: Silber
- Ayano Egami, Raika Fujii, Yōko Isoda, Rei Jimbo, Miya Tachibana, Miho Takeda, Juri Tatsumi, Yōko Yoneda & Yūko Yoneda
Mannschaft: Silber

### Taekwondo
| Männer - Kiyoteru Higuchi Fliegengewicht: 10. Platz | Frauen - Yoriko Okamoto Weltergewicht: Bronze |

### Tennis
| Männer - Satoshi Iwabuchi & Thomas Shimada Doppel: 1. Runde | Frauen - Shinobu Asagoe Einzel: 1. Runde - Nana Miyagi Doppel: Achtelfinale - Ai Sugiyama Einzel: 1. Runde Doppel: Achtelfinale |

### Tischtennis
| Männer - Seikō Iseki Einzel: 1. Runde Doppel: 1. Runde - Kōji Matsushita Einzel: 2. Runde Doppel: Gruppenphase - Hiroshi Shibutani Doppel: Gruppenphase - Toshio Tasaki Einzel: 1. Runde Doppel: 1. Runde | Frauen - Ai Fujinuma Doppel: 1. Runde - An Konishi Einzel: 2. Runde Doppel: 1. Runde - Chire Koyama Einzel: Viertelfinale - Kazuko Naito Doppel: Gruppenphase - Rinko Sakata Einzel: 1. Runde Doppel: Gruppenphase |

### Trampolinturnen
| Männer - Daisuke Nakata Vorrunde | Frauen - Akiko Furu 6. Platz |

### Triathlon
| Männer - Hideo Fukui 36. Platz - Hiroyuki Nishiuchi 46. Platz - Takumi Obara 21. Platz | Frauen - Akiko Sekine 17. Platz - Haruna Hosoya DNF - Kiyomi Niwata 14. Platz |

### Turnen
| Männer - Kenichi Fujita Einzelmehrkampf: 25. Platz Mannschaftsmehrkampf: 4. Platz Boden: 24. Platz in der Qualifikation Pferd: 14. Platz in der Qualifikation Barren: 68. Platz in der Qualifikation Reck: 36. Platz in der Qualifikation Ringe: 36. Platz in der Qualifikation Seitpferd: 33. Platz in der Qualifikation - Mutsumi Harada Einzelmehrkampf: 58. Platz in der Qualifikation Mannschaftsmehrkampf: 4. Platz Boden: 41. Platz in der Qualifikation Barren: 48. Platz in der Qualifikation Reck: 33. Platz in der Qualifikation Ringe: 36. Platz in der Qualifikation Seitpferd: 50. Platz in der Qualifikation - Norimasa Iwai Einzelmehrkampf: 86. Platz in der Qualifikation Mannschaftsmehrkampf: 4. Platz Pferd: 35. Platz in der Qualifikation Barren: 23. Platz in der Qualifikation Ringe: 7. Platz - Akihiro Kasamatsu Einzelmehrkampf: 66. Platz in der Qualifikation Mannschaftsmehrkampf: 4. Platz Boden: 26. Platz in der Qualifikation Pferd: 14. Platz in der Qualifikation Barren: 28. Platz in der Qualifikation Seitpferd: 23. Platz in der Qualifikation - Yoshihiro Saito Einzelmehrkampf: 12. Platz Mannschaftsmehrkampf: 4. Platz Boden: 44. Platz in der Qualifikation Pferd: 27. Platz in der Qualifikation Barren: 63. Platz in der Qualifikation Reck: 13. Platz in der Qualifikation Ringe: 18. Platz in der Qualifikation Seitpferd: 40. Platz in der Qualifikation - Naoya Tsukahara Einzelmehrkampf: 18. Platz Mannschaftsmehrkampf: 4. Platz Boden: 42. Platz in der Qualifikation Pferd: 21. Platz in der Qualifikation Barren: 54. Platz in der Qualifikation Reck: 8. Platz Ringe: 11. Platz in der Qualifikation Seitpferd: 28. Platz in der Qualifikation | Frauen - Miho Takenaka Einzelmehrkampf: 54. Platz in der Qualifikation Boden: 69. Platz in der Qualifikation Pferd: 53. Platz in der Qualifikation Stufenbarren: 76. Platz in der Qualifikation Schwebebalken: 46. Platz in der Qualifikation - Kana Yamawaki Einzelmehrkampf: 27. Platz Boden: 36. Platz in der Qualifikation Pferd: 26. Platz in der Qualifikation Stufenbarren: 41. Platz in der Qualifikation Schwebebalken: 63. Platz in der Qualifikation |

### Volleyball (Beach)
Frauen
Die beiden japanischen Teams trafen bereits in der ersten Runde aufeinander.
- Yukiko Ishizaka & Chie Seike
Verliererrunde
- Mika Saiki & Yukiko Takahashi
4. Platz

### Wasserspringen
Männer
- Ken Terauchi
Kunstspringen. 8. Platz
Turmspringen: 5. Platz